# Roberto Bettega
Roberto Bettega (* 27. prosinec 1950, Turín, Itálie) je bývalý italský fotbalový útočník.
Již od mladých let byl hráčem Juventusu. První zkušenosti s dospělým fotbalem měl v roce 1969 v druholigovém Varese, kde byl odeslán na roční hostování. Poté se vrátil k Bianconeri a zůstal u nich 13 let až do roku 1983. Za tuhle dlouhou dobu nastoupil do celkem 481 utkání a vstřelil v nich 178 branek, což jej řadí na 3. místo v historické tabulce střelců v klubu.
Celkem získal s klubem devět trofeji: sedm titulů v lize (1971/72, 1972/73, 1974/75, 1976/77, 1977/78, 1980/81, 1981/82), jedno vítězství v italském poháru (1978/79) a poháru UEFA (1976/77). Také získal prvenství o nejlepšího střelce v lize (1979/80 - 16 branek). Ale nejlepší sezonu odehrál 1976/77, to vstřelil 17 branek, ale stačilo to na 3. místo v tabulce střelců. V letech 1982 a 1983 se již na trávník dostával jen sporadicky a tak se rozhodl s klubu odejít. Poslední dva roky působil v kanadském týmu Toronto Blizzard, kde odehrál celkem 48 utkání a vstřelil 11 branek. V listopadu roku 1984 se vrátil do Itálie a týž měsíc se stal obětí vážné dopravní nehody a ta jej poté vyřadila z fotbalu.
Za reprezentaci odehrál 42 utkání, v nichž vstřelil 19 branek. Hrál v jejím dresu na MS 1978, kde Itálie skončila čtvrtá. Díky svým výkonům na tomto šampionátu byl federací FIFA zpětně zařazen do all-stars týmu turnaje. Hrál i na ME 1980, i zde squadře azzuře unikla medaile jen těsně, o bronz přišla až v penaltovém rozstřelu, v němž se nakonec radovalo mužstvo Československa.
V anketě Zlatý míč, která hledala nejlepšího fotbalistu Evropy, se roku 1977 umístil na čtvrtém místě, o rok později toto umístění zopakoval.
Po fotbalové kariéře uvažoval o manažerské práci v Juventusu, ta se však okamžitě nenaplnila kvůli neshodám s tehdejším prezidentem Bonipertim. Až v roce 1994 jej Umberto Agnelli zaměstnal jako generální ředitel a poté jako viceprezident. Spolu s Lucianem Moggim a Antoniem Giraudem vytvořil tzv. Triadu, která dala život jednomu z nejvítěznějších období Bianconeri. Při skandálu v roce 2006 vyšel bez viny. Na svůj post rezignoval 22. června 2007, kvůli vyšetřování falešných faktur. Opět byl bez viny a na konci roku 2009 se vrátil do funkce, kde zůstal pět měsíců.

## Hráčská statistika
| Sezóna          | Klub            | Liga            | Liga   | Liga | Ligové poháry | Ligové poháry | Ligové poháry | Kontinentální poháry | Kontinentální poháry | Kontinentální poháry | Celkem | Celkem |
| Sezóna          | Klub            | Soutěž          | Zápasy | Góly | Soutěž        | Zápasy        | Góly          | Soutěž               | Zápasy               | Góly                 | Zápasy | Góly   |
| --------------- | --------------- | --------------- | ------ | ---- | ------------- | ------------- | ------------- | -------------------- | -------------------- | -------------------- | ------ | ------ |
| 1969/70         | Varese          | Serie B         | 30     | 13   | IP            | 3             | 0             | -                    | 0                    | 0                    | 33     | 13     |
| 1970/71         | Juventus        | Serie A         | 28     | 13   | IP            | 3             | 2             | Vel.P                | 11                   | 6                    | 42     | 21     |
| 1971/72         | Juventus        | Serie A         | 14     | 10   | IP            | 4             | 1             | UEFA                 | 5                    | 4                    | 23     | 15     |
| 1972/73         | Juventus        | Serie A         | 27     | 8    | IP            | 9             | 1             | PMEZ                 | 7                    | 2                    | 43     | 11     |
| 1973/74         | Juventus        | Serie A         | 24     | 8    | IP            | 5             | 2             | PMEZ+Int.P           | 2+1                  | 0                    | 32     | 10     |
| 1974/75         | Juventus        | Serie A         | 27     | 6    | IP            | 10            | 3             | UEFA                 | 10                   | 1                    | 47     | 10     |
| 1975/76         | Juventus        | Serie A         | 29     | 15   | IP            | 3             | 2             | PMEZ                 | 4                    | 1                    | 36     | 18     |
| 1976/77         | Juventus        | Serie A         | 30     | 17   | IP            | 4             | 1             | UEFA                 | 12                   | 5                    | 46     | 23     |
| 1977/78         | Juventus        | Serie A         | 30     | 11   | IP            | 4             | 2             | PMEZ                 | 7                    | 2                    | 41     | 15     |
| 1978/79         | Juventus        | Serie A         | 30     | 9    | IP            | 9             | 2             | PMEZ                 | 2                    | 0                    | 41     | 11     |
| 1979/80         | Juventus        | Serie A         | 28     | 16   | IP            | 4             | 0             | PVP                  | 8                    | 1                    | 40     | 17     |
| 1980/81         | Juventus        | Serie A         | 25     | 5    | IP            | 8             | 3             | UEFA                 | 4                    | 3                    | 37     | 11     |
| 1981/82         | Juventus        | Serie A         | 7      | 5    | IP            | 4             | 2             | PMEZ                 | 3                    | 1                    | 14     | 8      |
| 1982/83         | Juventus        | Serie A         | 27     | 6    | IP            | 7             | 1             | PMEZ                 | 6                    | 1                    | 40     | 8      |
| Celkem v Itálii | Celkem v Itálii | Celkem v Itálii | 356    | 142  | -             | 77            | 22            | -                    | 82                   | 27                   | 515    | 191    |

## Reprezentační kariéra
Za reprezentací odehrál 42 utkání a vstřelil 19 branek. První utkání odehrál 5. června 1975 proti Finsku (1:0). Při dalším utkání proti stejnému soupeři v roce 1977 vstřelil čtyři branky ze šesti. Byl na MS 1978, kde odehrál všech sedm utkání, ale zápas o 3. místo prohrál. Dostal se do All stars. Také byl na ME 1980. Kvůli vážnému zranění, který utrpěl v listopadu 1981, mesel oželet MS 1982 I tady ale skončil na 4. místě. Poslední zápas odehrál 16. dubna 1983 proti Rumunsku (0:1).

### Statistika na velkých turnajích
| Reprezentace | Rok     | Zápasy                         | Zápasy | Zápasy         | Zápasy           | Zápasy           | Zápasy            |
| Reprezentace | Rok     | Fáze turnaje                   | Datum  | Soupeř         | Odehraných minut | Vstřelené branky | Výsledek          |
| ------------ | ------- | ------------------------------ | ------ | -------------- | ---------------- | ---------------- | ----------------- |
| Itálie       | MS 1978 | 1 zápas ve skupině             | 2. 6.  | Francie        | 90               | 0                | 2:1               |
| Itálie       | MS 1978 | 2 zápas ve skupině             | 6. 6.  | Maďarsko       | 83               | 1                | 3:1               |
| Itálie       | MS 1978 | 3 zápas ve skupině             | 10. 6. | Argentina      | 90               | 1                | 1:0               |
| Itálie       | MS 1978 | 1 zápas v semifinálové skupině | 14. 6. | NSR            | 90               | 0                | 0:0               |
| Itálie       | MS 1978 | 2 zápas v semifinálové skupině | 18. 6. | Rakousko       | 72               | 0                | 1:0               |
| Itálie       | MS 1978 | 3 zápas v semifinálové skupině | 21. 6. | Nizozemí       | 90               | 0                | 1:2               |
| Itálie       | MS 1978 | o 3. místo                     | 24. 6. | Brazílie       | 90               | 0                | 1:2               |
| Itálie       | ME 1980 | 1 zápas ve skupině             | 12. 6. | Španělsko      | 90               | 0                | 0:0               |
| Itálie       | ME 1980 | 2 zápas ve skupině             | 15. 6. | Anglie         | 90               | 0                | 1:0               |
| Itálie       | ME 1980 | 3 zápas ve skupině             | 18. 6. | Belgie         | 90               | 0                | 0:0               |
| Itálie       | ME 1980 | o 3. místo                     | 21. 6. | Československo | 85               | 0                | 1:1 (8:9 na pen.) |

## Hráčské úspěchy

### Klubové
- 7× vítěz italské ligy (1971/72, 1972/73, 1974/75, 1976/77, 1977/78, 1980/81, 1981/82)
- 1× vítěz italského poháru (1978/79)
- 1x vítěz poháru UEFA (1976/77)

### Reprezentační
- 1× na MS (1978)
- 1× na ME (1980)

### Individuální
- nejlepší střelec italské ligy (1979/80)
- All Stars team na MS 1978

### Vyznamenání
Medaile za atletickou statečnost (1973)